# 格倫策巴赫河
50°54′36.8″N 9°14′43.5″E / 50.910222°N 9.245417°E

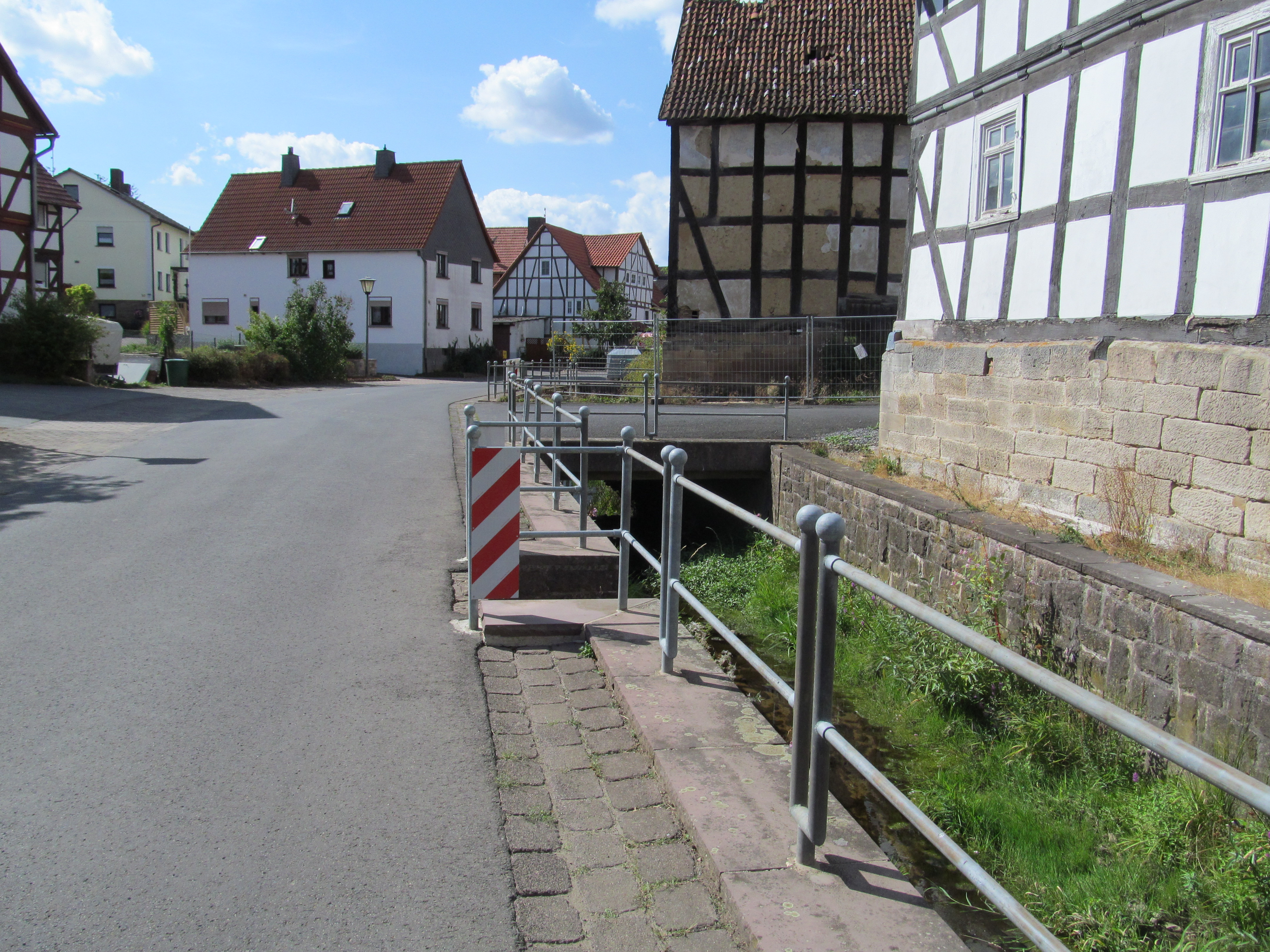
格倫策巴赫河

格倫策巴赫河（德語：Grenzebach），是德國的河流，位於該國中部，由黑森州負責管轄，屬於施瓦爾姆河的右支流，河道全長13.3公里，流域面積18.9平方公里，河口處在施瓦爾姆施塔特。

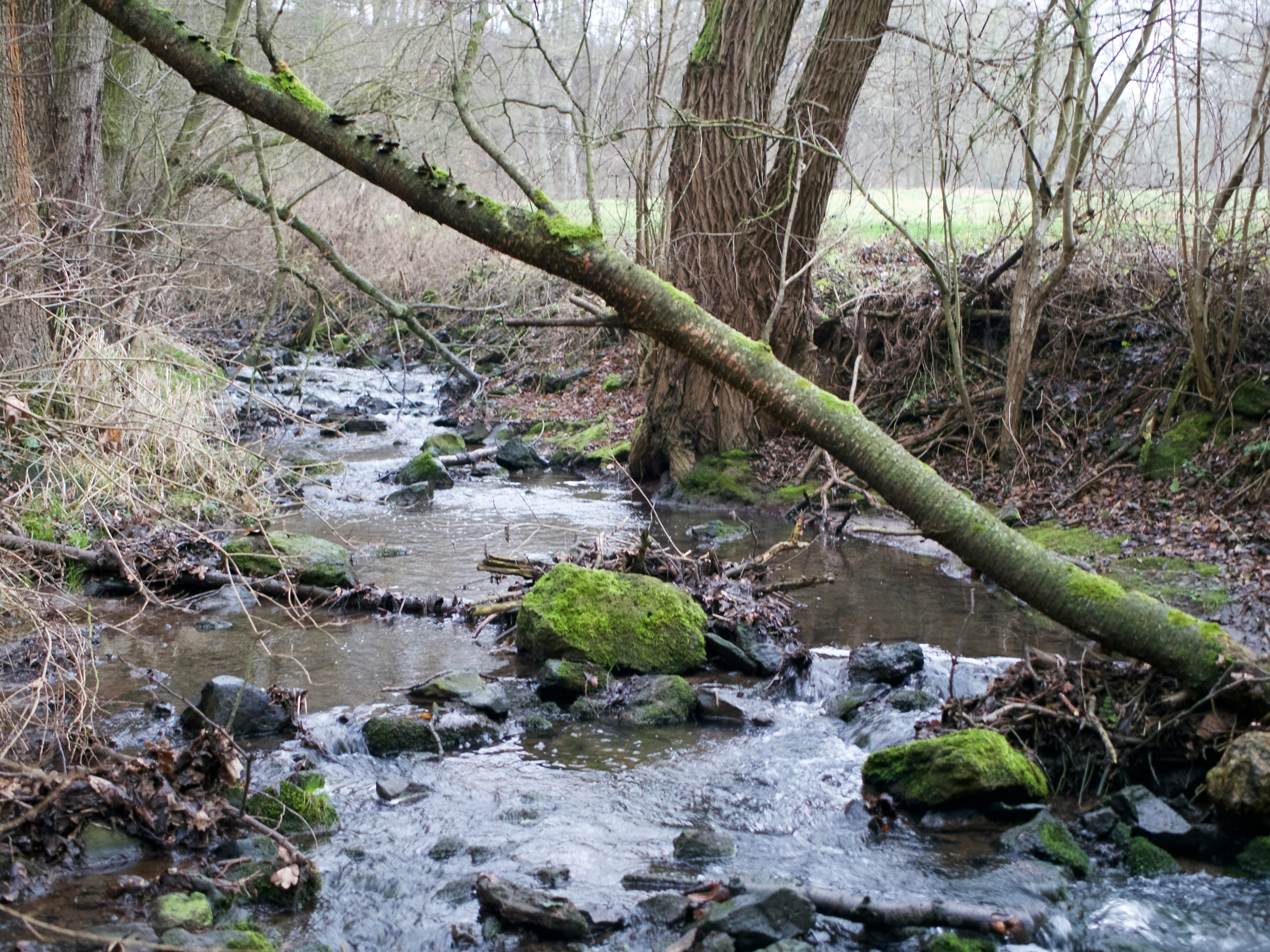
河景